# Hugo Wolf
Hugo Wolf (født 13. marts 1860, død 22. februar 1903) var en østrigsk-slovensk komponist.
I nogle få manisk-intense perioder af sit liv komponerede han de fleste af de henved 300 sange, der har gjort ham til den fjerde mester blandt 1800-tallets tyske komponister af romantiske lieder ved siden af Schubert, Schumann og Brahms.
Hans lieder har en betragtelig bredde i stil, form og udtryk. Karakteristisk for en del af produktionen er den symfoniske udformning af klaverakkompagnementet, der bærer en sangstemme uden synderlig melodisk egenværdi, men så meget desto mere intens og fintfølende over for enhver sproglig og psykologisk detalje i teksten. Hans musik lægger sig stilmæssigt i nærheden af Wagner.
Wolf komponerede også to operaer, Der Corregidor og Manuel Venegas.
De sidste seks år af hans liv formørkedes af en sindslidelse, der gjorde det umuligt for ham at komponere.